# The Exposure of the Land Swindlers
The Exposure of the Land Swindlers è un cortometraggio muto del 1913 diretto da Kenean Buel e prodotto dalla Kalem Company. Distribuito in sala dalla General Film Company il 1º aprile 1913, il film era interpretato da William J. Burns e da Alice Joyce.

## Trama
I metodi di indagine e le procedure nell'investigazione in un caso criminoso. La versione romanzata di alcuni fatti realmente accaduti: la vicenda è ambientata a Washington.

## Produzione
Prodotto dalla Kalem Company nel 1913.

## Distribuzione
Distribuito dalla General Film Company, il film - un cortometraggio in tre bobine - uscì in sala il 1º aprile 1913.

### Lancio pubblicitario
Il film veniva pubblicizzato puntando sulla notorietà di un famoso investigatore come William J. Burns:

THE SENSATIONAL MASTERPIECE OF MOTION PICTURE PRODUCTION
DETECTIVE WM. J. BURNS: 
Mr. Burns personally appears in the production, which is based upon one of his adventures, and vividly demonstrates his modern scientific methods in criminal investigation.